# Rezerwat przyrody Jałówka
Rezerwat przyrody „Jałówka” – rezerwat przyrody położony na terenie gminy Supraśl w województwie podlaskim, kilkaset metrów na północ od Supraśla. Leży w granicach Parku Krajobrazowego Puszczy Knyszyńskiej.
- Powierzchnia według aktu powołującego: 277,03 ha (obecnie podawana wartość 277,42 ha[1])
- Rok powstania: 1990
- Rodzaj rezerwatu: leśny[1]
- Stworzony dla ochrony: cennego fragmentu Puszczy Knyszyńskiej obejmującego charakterystyczne dla jej obszaru układy geomorfologiczne i wyróżniającego się bogactwem zbiorowisk roślinnych[1].